# Francis Wilfred de Guingand
Sir Francis Wilfred de Guingand, britanski general, * 1900, † 1977.